# لغات الهند
اللغات المنطوقة في الهند تنتمي إلى عدة مجاميع لغوية، أهمها اللغات الهندية الآرية التي يتحدث بها 75% من الهنود واللغات الدرافيدية التي يتحدث بها 20% من الهنود. وهناك لغات أخرى تنتمي إلى لغات أسترو آسيوية، لغات صينية تبتية، لغات تاي كاداي، وعدد قليل من الأسر اللغوية الصغيرة واللغات المعزولة.:283
وتنص المادة 343 من الدستور الهندي على أن اللغة الرسمية لحكومة الاتحاد هي اللغة الهندية بالخط الديوناكري بدلاً من الإنجليزية الحالية، ولكن يحل محلها الإنجليزية فيما بعد أيضاً كما ورد في المادة 3 من نفس المادة الدستورية التي وضعها قانون اللغات الرسمية، 1963م. وكان من المفترض أن يصبح شكل الأرقام المستخدمة لأغراض الاتحاد الرسمية شكلاً دولياً من الأرقام الهندية، وبصرف النظر عن الأرقام في اللغة الإنجليزية. دستور الهند لا يعطي أي لغة مرتبة اللغة الوطنية.

## التاريخ
اللغات الهندية الجنوبية هي من عائلة درافيديان. اللغات الدرافيدية هي لغات أصلية في شبه القارة الهندية. كانت اللغات بروتو-درافيديان تُنطق في الهند في الألفية الرابعة (4000) ق.م وبدأت تتفكك إلى فروعٍ مختلفة حول الألفية الثالثة (3000) قبل الميلاد. وتُصنف اللغات الدرافيدية في أربع مجموعات: الشمال، الوسطى (كولامي -برجية)، الجنوب-الوسطى (التيلوغوية-كوي)، وجنوب درافيديان (التاميلية-كانادا).
تطورت اللغات الهندية الشمالية من فرع الهندو آري من عائلة الهندو أوروبية. تطورت اللغات الهندية الآرية وظهرت في ثلاث مراحل - الهندو آرية القديمة (1500 قبل الميلاد إلى 600 قبل الميلاد)، المرحلة الهندية الآرية الوسطى (600 قبل الميلاد و 1000 م) والهندو آريين الجدد (بين 1000 م و 1300 م). تطورت اللغات الهندية الحديثة جميعها إلى لغات متميزة ومعترف بها في العصر الهندي الآري الحديث.
الفارسية'، تم دخولها إلى الهند من قِبل الغزنويين وغيرهم من السلالات التركمانية الأفغانية كلغة الكورت. وقد أثّرت هذه الثقافات، التي تم تصنيفها ثقافياً، مع الأسرة المغولية اللاحقة (من أصل توركو-منغولي)، على الفن والتاريخ والأدب في المنطقة لأكثر من 500 عام، مما أدى إلى تحدُث بعض الألسن الهندية بها، بشكل رئيسي مُعجمي. وفي عام 1837م، استبدل البريطانيون الفارسية باللغة الإنجليزية والهندوستانية باللغة الفارسية العربية لأغراض إدارية، واستُبدلت الحركة الهندية في القرن التاسع عشر المفردات الفارسية باشتقاقات سنسكريتية واستبدلت أو استكملت استخدام الخط الفارسي العربي لأغراض إدارية مع ديوناكري.
كل لغة من اللغات الهندية الشمالية كان لها تأثيرات مختلفة. على سبيل المثال، تأثر الهندوستاني بقوة باللغة السنسكريتية والعربية والفارسية، مما أدى إلى ظهور اللغة الهندية الحديثة القياسية والأردية القياسية الحديثة كسجلات للغة الهندوسية. من ناحية أخرى احتفظت البنغالية بجذورها السنسكريتية مع توسيع مفرداتها بشكل كبير بكلمات من الفارسية والإنجليزية والفرنسية واللغات الأجنبية الأخرى.

## قوائم اللغات
أجرى السير جورج أبراهام غريرسون أول دراسة رسمية عن تنوع اللغات في شبه القارة الهندية من عام 1898م إلى عام 1928م. وتحت عنوان المسح اللغوي في الهند، أفاد ما مجموعه 179 لغة و 544 لهجات. ومع ذلك، كانت النتائج منحرفة بسبب الغموض في التمييز بين «اللهجة» و «اللغة»، استخدام الموظفين غير المدربين ونقص في الإبلاغ عن البيانات من جنوب الهند، كما لم يتم تضمين المقاطعات السابقة من بورما والمدراس، فضلاً عن الولايات الأميرية من كوشين، حيدر أباد، ميسور وترافانكور لم تُدرج في الدراسة الاستقصائية.
تعطي المصادر المختلفة أرقاماً مختلفة على نطاق واسع، تستند في المقام الأول إلى كيفية تعريف وتجميع مصطلحي «اللغة» و«اللهجة».  إنثولوج (Ethnologue)، التي تنتجها منظمة الإنجيليين المسيحيين إس آي إل الدولية، قوائم 461 ألسنة هندية (من أصل 6912 في جميع أنحاء العالم)، 447 منها مازالت تُستخدم، في حين أن 14 لغة انقرضت. واللغات الحية 447 هي مزيد من تصنيفات فرعية في إنثولوج ' على النحو التالي: -
- المؤسسات – 63
- المطوّرة– 130
- القوية- 187
- معرضه للانقراض – 54
- انقرضت – 13

وقد سجلت الدراسة الاستقصائية اللغوية الشعبية في الهند (وهي مؤسسة بحثية مملوكة للقطاع الخاص في الهند) أكثر من 66 نصاً مختلفاً وأكثر من 780 لغة في الهند خلال مسحها على الصعيد الوطني، الذي تَدّعي المنظمة أنه أكبر مسح لغوي في الهند. وأَبلغَ مشروع شعب الهند للدراسة الاستقصائية الأنثروبولوجية للهند عن 325 لغة تستخدمها 633 5 من المجتمعات المحلية الهندية في الاتصالات الجماعية.

## تعدد اللغات

### تعداد عام 2011 في الهند
| اللغة        | المتحدثون باللغة الأولى | المتحدثون باللغة الأولى كنسبة مئوية من مجموع السكان | متحدثون كلغة ثانية (بالملايين) | المتحدثون كلغة ثالثة (بالملايين) | مجموع المتكلمين (بالملايين) | مجموع المتحدثين كنسبة مئوية من مجموع السكان |
| ------------ | ----------------------- | --------------------------------------------------- | ------------------------------ | -------------------------------- | --------------------------- | ------------------------------------------- |
| الهندية      | 528,347,193             | 43.63                                               | 139                            | 24                               | 692                         | 57.1                                        |
| الإنكليزية   | 259,678                 | 0.02                                                | 83                             | 46                               | 129                         | 10.6                                        |
| البنغالية    | 97,237,669              | 8.30                                                | 9                              | 1                                | 107                         | 8.9                                         |
| المراثية     | 83,026,680              | 6.86                                                | 13                             | 3                                | 99                          | 8.2                                         |
| التيلوغوية   | 81,127,740              | 6.70                                                | 12                             | 1                                | 95                          | 7.8                                         |
| التاميلية    | 69,026,881              | 5.70                                                | 7                              | 1                                | 77                          | 6.3                                         |
| الكجراتية    | 55,492,554              | 4.58                                                | 4                              | 1                                | 60                          | 5.0                                         |
| الأردية      | 50,772,631              | 4.19                                                | 11                             | 1                                | 63                          | 5.2                                         |
| الاوروبية    | 43,706,512              | 3.61                                                | 14                             | 1                                | 59                          | 4.9                                         |
| الأوريا      | 37,521,324              | 3.10                                                | 5                              | 0.03                             | 43                          | 3.5                                         |
| الماليالامية | 34,838,819              | 2.88                                                | 0.05                           | 0.02                             | 36                          | 2.9                                         |
| البنجابية    | 33,124,726              | 2.74                                                | 0.03                           | 0.003                            | 36                          | 3.0                                         |
| الآسامية     | 15,311,351              | 1.26                                                | 0.03                           | 0.003                            | 24                          | 2.0                                         |
| المايثيلية   | 13,583,464              | 1.12                                                | 0.03                           | 0.003                            | 14                          | 1.2                                         |
| السنسكريتية  | 24,821                  | 0.00185                                             | 0.01                           | 0.003                            | 0.025                       | 0.3                                         |

### Ethnologue(2019، الطبعة 22) في جميع أنحاء العالم
تتكون القائمة التالية من إجمالي المتحدثين بلغات شبه القارة الهندية في جميع أنحاء العالم في طبعة 2019 من Ethnologue، وهو مرجع لغوي نشرته SIL International، ومقرها في الولايات المتحدة.
| اللغة        | مجموع المتحدثين (بالملايين) |
| ------------ | --------------------------- |
| الهندية      | 615                         |
| البنغالية    | 265                         |
| الأردية      | 170                         |
| البنجابية    | 126                         |
| المراثية     | 95                          |
| التيلوغوية   | 93                          |
| التاميلية    | 81                          |
| الكجراتية    | 61                          |
| الاروبية     | 56                          |
| الاوريا      | 38                          |
| الماليالامية | 38                          |
| الأسامية     | 15                          |
| المايثيلية   | 7                           |
| السنسكريتية  | 5                           |

## عائلات لغوية
على نحو عِرقي، لغات جنوب آسيا، مردداً التاريخ المعقد والجغرافي للمنطقة، تشكل خليطاً معقداً من عائلات اللغات، اللغة المعزولة. اللغات التي المنطوق بها في الهند تنتمي إلى العديد من العائلات اللغوية، أهمها اللغات الهندية الآرية التي يتحدث بها 78.05٪ من الهنود واللغات الدرافيدية التي يتحدث بها 19.64٪ من الهنود. وتنتسب اللغات الهندية إلى عدّة لغات أسرات:
| رتبه  | عائلة اللغة             | عدد السكان (2018)      |
| ----- | ----------------------- | ---------------------- |
| 1     | عائلةلغات هندية آرية    | 1,045,000,000 (78.05%) |
| 2     | عائلة لغات درافيدية     | 265,000,000 (19.64%)   |
| 3     | عائلة لغات أسترو آسيوية | غير معروف              |
| 4     | عائلة لغات تيبيت بورما  | غير معروف              |
| 5     | عائلة لغات تاي كاداي    | غير معروف              |
| 6     | لغات جرمانية عليا       | غير معروف              |
| مجموع | لغات الهند              | 1,340,000,000          |

### عائلة اللغة الهندية الآرية

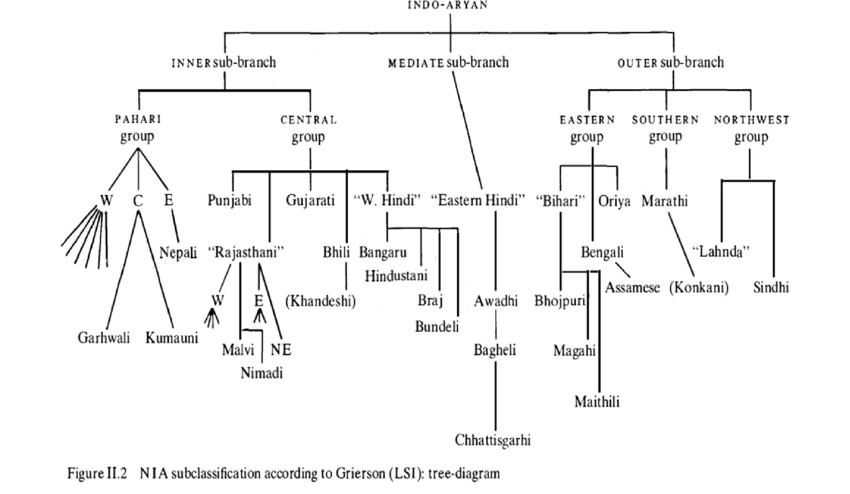
The-IA-language-family-Source-Masica-C-1991-The-Indo-Aryan-Languages-CUP-p-449

مجموعات فرعية للغة الهندية الآرية (ترد الآردو تحت اللغة الهندية)
أكبر الأسر اللغوية الممثّلة في الهند، من حيث المتكلمين، هي الأسرة الهندية الآرية، وهو فرع من لغات هندوإيرانية، وهي نفسها في أقصى الشرق، والسفائل الموجودة من عائلة اللغة الهندية الأوروبية. وتسود هذه العائلة اللغوية، حيث تمثل حوالي 1035 مليون متحدث، أو أكثر من 76.5 من السكان، وفقاً لتقديرات عام 2018م. اللغات الأكثر انتشاراً من هذه المجموعة هي الهندية والبنغالية والمراثية والأردية والكجراتية والبنجابية والكششمية والراجستاني والسِندية والأسامية (عصامية) والمايثيلية والأوريا. وبصرف النظر عن اللغات الهندية الآرية، يتم التحدث أيضاً بلغات الهند أوروبية الأخرى في الهند، وأبرزها الإنجليزية،  باعتبارها لغة مشتركة'.

### عائلة لغة درافيدية
ثاني أكبر عائلة لغوية هي عائلة اللغة الدرافيدية، التي تمثل حوالي 277 مليون متحدث، أو ما يقرب من 20.5٪ حسب تقديرات 2018 م، يتم التحدث باللغات الدرافيدية بشكل رئيسي في جنوب الهند وأجزاء من شرق ووسط الهند وكذلك في أجزاء من شمال شرق سريلانكاوباكستان ونيبال وبنغلاديش. لغات درفيديان مع معظم المتحدثين هي التيلجو والتاميلية والكانادا والمالايالامية. وإلى جانب السكان الرئيسيين، تُنطق أيضاً لغات درافيديان من قبل مجتمعات القبائل الصغيرة المجدولة، مثل قبيلتي أوران وغوند. فقط اثنان [درفيديان] لغات تم التحدث بها حصريّا خارج الهند، برهوي في باكستان و [ندّر], لهجة كورخ، في نيبال.

### عزل اللغة
اللغة الوحيدة الموجودة في البر الرئيسي الهندي التي تعتبر لغة معزولة هي نيهالي. حالة نيهالي غامضة، بعد أن اعتُبرت لغة أوستروسية متميزة، كلهجة كوركو وأيضاً كونها «أرغوت اللصوص» بدلاً من اللغة الشرعية.
وتشمل العزلات الأخرى للغة الموجودة في بقية جنوب آسيا بوروشاسكي، وهي لغة يُتحدث بها في جيلجيت - بالتستان (التي تديرها باكستان)، كوسوندا (في غرب نيبال) وفيدا (في سريلانكا). وقد شككت صحة مجموعة اللغة الأنديمانية العظمى كعائلة لغوية، وقد اعتُبرت لغة معزولة من قِبل بعض السلطات.
بالإضافة إلى ذلك، كانت لغة البانتو، سيدي، يتحدث بها الليديحتى منتصف القرن العشرين في غوجارات.